# 国際ドラマフェスティバル in TOKYO

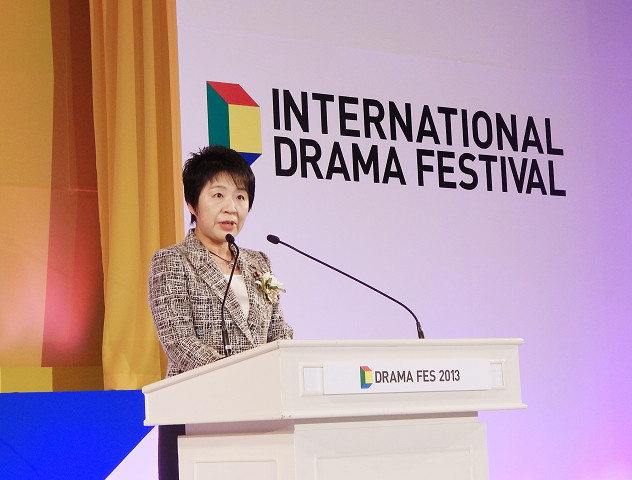
2013年、国際ドラマフェスティバルで挨拶する上川陽子

国際ドラマフェスティバル in TOKYO（こくさいドラマフェスティバルイントーキョー、英称：International Drama Festival in TOKYO）は、「JAPAN国際コンテンツフェスティバル（コ･フェスタ）」のオフィシャル・イベントの一つで、2007年から開催されている。日本ドラマの海外発信を目的とした、日本初の国際的なドラマ祭である。例年10月に開催。主催は民間放送、NHK、映画・ドラマ製作者、実演家団体などで構成する「国際ドラマフェスティバル in TOKYO 実行委員会」で、総務省と経済産業省が共催している。
詳細な内容は年ごとに異なるが、東京ドラマアウォード授賞式、世界各国の優秀作品の紹介、TIFFCOM（東京国際映画祭併設コンテンツマーケット）共催の放送コンテンツマーケット、交流パーティー、講演会、シンポジウムなどが行われる。

## 東京ドラマアウォード

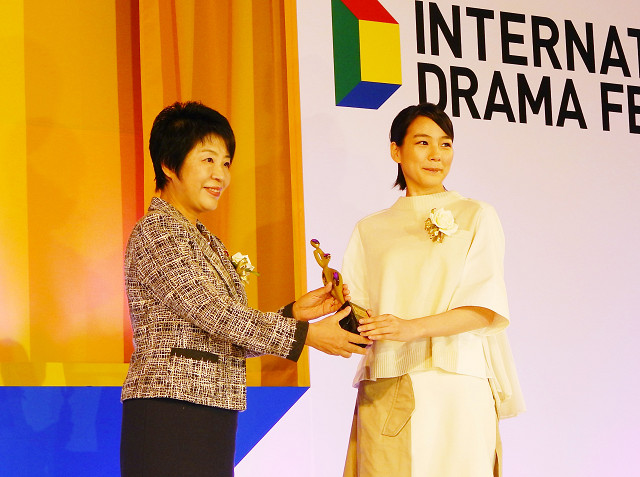
2013年、上川陽子から主演女優賞を受賞する能年玲奈

第2回となる｢国際ドラマフェスティバル in TOKYO 2008｣よりドラマ賞である「東京ドラマアウォード」が創設され、この賞の授賞式が本フェスティバルのメインイベントとなった。国内の優れた作品を表彰するが、この賞は従来のテレビ番組の賞とは異なり、世界各国での市場性や商業性に評価基準を置いたものとなっている。
各年の表彰対象は、表彰前年の7月1日 - 表彰年の6月30日までの1年間のうちに放送された作品。
授賞式の模様は2021年まではBSスカパー!及びWAKUWAKU JAPAN（アジア向け国際放送）、2022年以降は在京民放キー各局による持ち回りで地上波（関東ローカル・TVer）及びNHKワールド JAPAN（日本国際放送編成枠）にてそれぞれ放送・配信されている。

### 歴代各賞

#### 2008年
- 作品賞
  - グランプリ（連続ドラマ）：WOWOW『パンドラ』
  - グランプリ（単発ドラマ）：テレビ朝日『点と線』
  - キッズ&ヤング部門賞：テレビ東京『ケータイ捜査官7』
  - キッズ&ヤング部門賞：フジテレビ『ラスト・フレンズ』
  - ファミリー部門：日本テレビ『斉藤さん』
  - 時代劇部門：NHK『篤姫』
  - ノンジャンル部門：フジテレビ『SP』
- 個人賞
  - 主演男優賞：佐藤浩市（NHK『風の果て』、テレビ朝日『天国と地獄』、テレビ東京『本当と嘘とテキーラ』）
  - 主演女優賞：上野樹里（フジテレビ『ラスト・フレンズ』、フジテレビ『のだめカンタービレ in ヨーロッパ』）
  - 助演男優賞：堺雅人（NHK『篤姫』）
  - 助演女優賞：和久井映見（NHK『ちりとてちん』）
  - 脚本賞：井上由美子（WOWOW『パンドラ』）
  - 演出賞：石橋冠（テレビ朝日『点と線』）
  - 演出賞：河毛俊作（WOWOW『パンドラ』）
- 特別賞：
  - TBS『3年B組金八先生』武田鉄矢・スタッフ
  - テレビ朝日『点と線』美術スタッフ

#### 2009年
- 作品賞
  - グランプリ：日本テレビ『アイシテル〜海容〜』
  - 優秀賞（連続ドラマ）：
    - TBS『ROOKIES』
    - フジテレビ『風のガーデン』
    - フジテレビ『ありふれた奇跡』
    - WOWOW『空飛ぶタイヤ』

  - 優秀賞（単発ドラマ）：
    - NHK『お買い物』
    - テレビ朝日『刑事一代 平塚八兵衛の昭和事件史』

  - ローカル・ドラマ賞：
    - NHK仙台放送局『お米のなみだ』
    - 札幌テレビ『桃山おにぎり店』
- 個人賞
  - 主演男優賞：中井貴一（フジテレビ『風のガーデン』）
  - 主演女優賞：天海祐希（フジテレビ『BOSS』）
  - 助演男優賞：遠藤憲一（日本テレビ『霧の火 樺太・真岡郵便局に散った九人の乙女たち』ほか）
  - 助演女優賞：戸田恵梨香（『流星の絆』ほか）
  - 新人賞：溝端淳平
  - 脚本賞：倉本聰（フジテレビ『風のガーデン』）
  - プロデュース賞：次屋尚（日本テレビ『アイシテル〜海容〜』）
  - 演出賞：宮本理江子（フジテレビ『風のガーデン』）
- 特別賞
  - 緒形拳
  - フジテレビ『黒部の太陽』美術チーム
  - テレビ東京『長時間ドラマ（新春ワイド時代劇）』編成制作スタッフ

#### 2010年
- 作品賞
  - グランプリ（連続ドラマ）：TBS『JIN-仁-』
  - 優秀賞（連続ドラマ）：
    - 日本テレビ『Mother』
    - テレビ朝日『同窓会〜ラブ・アゲイン症候群』
    - フジテレビ『任侠ヘルパー』
    - NHK『龍馬伝』

  - グランプリ（単発ドラマ）：フジテレビ『わが家の歴史』
  - 優秀賞（単発ドラマ）：
    - 日本テレビ『遠まわりの雨』
    - テレビ東京『シューシャインボーイ』

  - アジア賞：TBS『JIN-仁-』
  - ローカル・ドラマ賞：
    - 北海道テレビ HTBスペシャルドラマ『ミエルヒ』
    - NHK福岡放送局 福岡発ドラマスペシャル『母（かか）さんへ』
- 個人賞
  - 主演男優賞：大沢たかお（TBS『JIN-仁-』）
  - 主演女優賞：松雪泰子（日本テレビ『Mother』）
  - 助演男優賞：香川照之（NHK『龍馬伝』）
  - 助演女優賞：尾野真千子（NHK『火の魚』、日本テレビ『Mother』）
  - 脚本賞：坂元裕二（日本テレビ『Mother』）
  - 演出賞：黒崎博（NHK『火の魚』）
  - プロデュース賞：石丸彰彦（TBS『JIN-仁-』）
- 特別賞
  - NHK『龍馬伝』撮影チーム
  - 芦田愛菜（日本テレビ『Mother』）
- Best Actor in Asia：イ・ビョンホン（IRIS-アイリス-ほか）

#### 2011年
- 作品賞
  - グランプリ（連続ドラマ）：フジテレビ『フリーター、家を買う。』
  - 優秀賞（連続ドラマ）：
    - NHK『セカンドバージン』
    - 日本テレビ『Q10』
    - TBS『JIN-仁-』
    - テレビ東京『モテキ』

  - グランプリ（単発ドラマ）：TBS『99年の愛〜JAPANESE AMERICANS〜』
  - 優秀賞（単発ドラマ）：
    - 日本テレビ『さよならぼくたちのようちえん』
    - テレビ朝日『遺恨あり 明治十三年 最後の仇討』
    - WOWOW『なぜ君は絶望と闘えたのか』

  - アジア賞：TBS『JIN-仁-』
  - ローカル・ドラマ賞：
    - NHK福岡放送局 福岡発地域ドラマ『見知らぬわが町』
    - 読売テレビ『ニセ医者と呼ばれて 〜沖縄・最後の医介輔〜』
- 個人賞
  - 主演男優賞：二宮和也（フジテレビ『フリーター、家を買う。』）
  - 主演女優賞：鈴木京香（NHK『セカンドバージン』）
  - 主演女優賞：芦田愛菜（フジテレビ『マルモのおきて』、日本テレビ『さよならぼくたちのようちえん』）
  - 助演男優賞：内野聖陽（TBS『JIN-仁-』）
  - 助演女優賞：満島ひかり（テレビ東京『モテキ』、日本テレビ『さよならぼくたちのようちえん』）
  - 脚本賞：大石静（NHK『セカンドバージン』）
  - 演出賞：和泉聖治（テレビ朝日『相棒 season 9』）
  - プロデュース賞：橋本芙美（フジテレビ『フリーター、家を買う。』、フジテレビ『マルモのおきて』）
- 特別賞
  - TBS『JIN-仁-』制作スタッフ

#### 2012年
- 作品賞
  - グランプリ（連続ドラマ）：日本テレビ『家政婦のミタ』
  - 優秀賞（連続ドラマ）：
    - NHK『カーネーション』
    - 日本テレビ『妖怪人間ベム』
    - フジテレビ『リーガル・ハイ』
    - フジテレビ『それでも、生きてゆく』
    - WOWOW『贖罪』

  - グランプリ（単発ドラマ）：テレビ東京『明日をあきらめない…がれきの中の新聞社〜河北新報のいちばん長い日〜』
  - 優秀賞（単発ドラマ）：
    - NHK『とんび』
    - テレビ朝日『砂の器』
    - TBSテレビ『SPEC〜翔〜』
    - TBSテレビ『ブラックボード〜時代と戦った教師たち〜』

  - アジア賞：日本テレビ『家政婦のミタ』
  - ローカル・ドラマ賞
    - 東海テレビ『約束』
    - NHK佐賀放送局『あのひとあの日』
- 個人賞
  - 主演男優賞：堺雅人（フジテレビ『リーガル・ハイ』）
  - 主演女優賞：尾野真千子（NHK『カーネーション』）
  - 助演男優賞：長谷川博己（日本テレビ『家政婦のミタ』）
  - 助演女優賞：杏（日本テレビ『妖怪人間ベム』）
  - 脚本賞：遊川和彦（日本テレビ『家政婦のミタ』）
  - 演出賞：黒沢清（WOWOW『贖罪』）
  - 演出賞：田中健二（NHK『カーネーション』）
  - プロデュース賞：大平太（日本テレビ『家政婦のミタ』）
- 特別賞
  - 市川森一
  - 『坂の上の雲』チーム

#### 2013年
- 作品賞
  - グランプリ（連続ドラマ）：NHK『あまちゃん』
  - 優秀賞（連続ドラマ）：
    - 日本テレビ『泣くな、はらちゃん』
    - テレビ朝日『ドクターX〜外科医・大門未知子〜』
    - TBSテレビ『とんび』
    - テレビ東京『孤独のグルメSeason2』
    - フジテレビ『ガリレオ』

  - グランプリ（単発ドラマ）：グランプリ『ダブルフェイス』潜入捜査編:TBS 偽装警察編：WOWOW
  - 優秀賞（単発ドラマ）：
    - NHK『ラジオ』
    - 日本テレビ『金田一少年の事件簿 香港九龍財宝殺人事件』
    - フジテレビ『最後から二番目の恋 2012秋』

  - ローカル・ドラマ賞
    - NHK徳島放送局『狸な家族』
    - 名古屋テレビ放送『名古屋行き最終列車』
- 個人賞
  - 主演男優賞：瑛太（フジテレビ『最高の離婚』）
  - 主演女優賞：能年玲奈（NHK『あまちゃん』）
  - 助演男優賞：綾野剛（フジテレビ『最高の離婚』）
  - 助演女優賞：小泉今日子（NHK『あまちゃん』）
  - 脚本賞：宮藤官九郎（NHK『あまちゃん』）
  - 演出賞：井上剛（NHK『あまちゃん』）
  - プロデュース賞：訓覇圭（NHK『あまちゃん』）
- 特別賞
  - 大友良英：『あまちゃん』音楽

#### 2014年
- 作品賞
  - グランプリ（連続ドラマ）：TBSテレビ『半沢直樹』
  - 優秀賞（連続ドラマ）：
    - NHK『ごちそうさん』
    - 日本テレビ『Woman』
    - テレビ朝日『BORDER 警視庁捜査一課殺人犯捜査第4係』
    - TBSテレビ『MOZU Season1〜百舌の叫ぶ夜〜』、WOWOW『MOZU Season2〜幻の翼〜』
    - フジテレビ『ファースト・クラス』

  - グランプリ（単発ドラマ）：テレビ朝日『時は立ちどまらない』
  - 優秀賞（単発ドラマ）：
    - NHK『足尾から来た女』
    - 日本テレビ『今日の日はさようなら』
    - フジテレビ『最高の離婚 Special2014』
    - WOWOW『チキンレース』

  - ローカル・ドラマ賞
    - NHK高知放送局『ダルマさんが笑った。』
    - 中京テレビ『レディレディ 〜トイレで泣いたこと、ありますか?〜』
- 個人賞
  - 主演男優賞：堺雅人（TBS『半沢直樹』）
  - 主演女優賞：満島ひかり（日本テレビ『Woman』）
  - 助演男優賞：吉田鋼太郎（NHK『花子とアン』、TBS・WOWOW『MOZU』）
  - 助演女優賞：石原さとみ（フジテレビ『失恋ショコラティエ』）
  - 脚本賞：岡田惠和（フジテレビ『続・最後から二番目の恋』）
  - 演出賞：福澤克雄（TBS『半沢直樹』）
- 特別賞
  - 『三匹のおっさん〜正義の味方、見参!!』：北大路欣也、泉谷しげる、志賀廣太郎
  - 北九州フィルム・コミッション：『MOZU』等テレビドラマへのロケーション協力

#### 2015年
- 作品賞
  - グランプリ（連続ドラマ）：TBSテレビ『天皇の料理番』
  - 優秀賞（連続ドラマ）：
    - NHK『マッサン』
    - 日本テレビ『きょうは会社休みます。』
    - テレビ東京『アオイホノオ』
    - フジテレビ『デート〜恋とはどんなものかしら〜』

  - グランプリ（単発ドラマ）：フジテレビ『オリエント急行殺人事件』
  - 優秀賞（単発ドラマ）：
    - テレビ朝日『坂道の家』
    - TBSテレビ『 遠い約束〜星になったこどもたち〜』
    - テレビ東京『永遠の0』
    - WOWOW『十月十日の進化論』

  - ローカル・ドラマ賞
    - NHK福岡放送局『ここにある幸せ』
    - 北海道テレビ『UBASUTE』
- 個人賞
  - 主演男優賞：佐藤健（TBSテレビ『天皇の料理番』）
  - 主演女優賞；黒木華（TBSテレビ『天皇の料理番』）
  - 助演男優賞：鈴木亮平（TBSテレビ『天皇の料理番』、NHK『花子とアン』）
  - 助演女優賞：吉田羊（フジテレビ『HERO』）
  - 脚本賞：中園ミホ（NHK『花子とアン』）
  - 演出賞：松江哲明・山下敦弘（テレビ東京『山田孝之の東京都北区赤羽』）
  - プロデュース賞：八木康夫（TBSテレビ『おやじの背中』）
- 特別賞
  - シャーロット・ケイト・フォックス（NHK『マッサン』）

#### 2016年
- 作品賞
  - グランプリ（連続ドラマ）：NHK『あさが来た』
  - 優秀賞（連続ドラマ）：
    - 日本テレビ『ゆとりですがなにか』
    - テレビ朝日『民王』
    - TBS『下町ロケット』
    - テレビ東京『釣りバカ日誌〜新入社員 浜崎伝助〜』
    - フジテレビ『いつかこの恋を思い出してきっと泣いてしまう』
    - WOWOW『沈まぬ太陽』

  - グランプリ（単発ドラマ）：TBS『赤めだか』
  - 優秀賞（単発ドラマ）：
    - NHK『経世済民の男』シリーズ
    - WOWOW『この街の命に』

  - ローカル・ドラマ賞
    - CBCテレビ『三つの月』
    - NHK岡山放送局『インディゴの恋人』
- 個人賞
  - 主演男優賞：阿部寛（TBSテレビ『下町ロケット』）
  - 主演女優賞：波瑠（NHK『あさが来た』）
  - 助演男優賞：ディーン・フジオカ（NHK『あさが来た』）
  - 助演女優賞：木村佳乃（フジテレビ『僕のヤバイ妻』）
  - 脚本賞：野木亜紀子（TBS『重版出来!』）
  - 演出賞：土井裕泰（TBS『重版出来!』『コウノドリ』）
  - 演出賞︰石井裕也（TBS『おかしの家』）
  - プロデュース賞：伊與田英徳（TBSテレビ『下町ロケット』）
  - 主題歌賞：手嶌葵（フジテレビ『いつかこの恋を思い出してきっと泣いてしまう』）
- 海外作品特別賞表彰
  -  韓国『六龍が飛ぶ』
  -  タイ『憎しみと愛の物語』
  -  ベトナム『魅惑』

#### 2017年
- 作品賞
  - グランプリ（連続ドラマ）：TBS『逃げるは恥だが役に立つ』
  - 優秀賞（連続ドラマ）：
    - NHK『真田丸』
    - 日本テレビ『家売るオンナ』
    - TBS『カルテット』
    - テレビ東京『バイプレイヤーズ』
    - 関西テレビ『CRISIS 公安機動捜査隊特捜班』

  - グランプリ（単発ドラマ）：テレビ東京『破獄』
  - 優秀賞（単発ドラマ）：
    - NHK『未解決事件 File.05 ロッキード事件』
    - 日本テレビ / WOWOW / Hulu『銭形警部』
    - テレビ朝日『五年目のひとり』

  - 優秀賞（衛星・配信ドラマ）：
    - Netflix『深夜食堂 -Tokyo Stories-』
    - スカパー!『弱虫ペダル』

  - 特別賞
    - NHK『精霊の守り人II 悲しき破壊神』
    - WOWOW『コールドケース 〜真実の扉〜』

  - ローカル・ドラマ賞
    - NHK山口放送局『朗読屋』
    - 琉球朝日放送『遠く離れた同じ空の下で』
- 個人賞
  - 主演男優賞：堺雅人（NHK『真田丸』）
  - 主演女優賞：新垣結衣（TBS『逃げるは恥だが役に立つ』）
  - 助演男優賞：草刈正雄（NHK『真田丸』）
  - 助演女優賞：仲里依紗（TBS『あなたのことはそれほど』）
  - 脚本賞：倉本聰（テレビ朝日『やすらぎの郷』）
  - プロデュース賞：那須田淳（TBS『逃げるは恥だが役に立つ』）
  - 演出賞：金子文紀（TBS『逃げるは恥だが役に立つ』『カルテット』『あなたのことはそれほど』）
  - 主題歌賞：星野源「恋」（TBS『逃げるは恥だが役に立つ』）
- 海外ドラマ特別賞
  -  タイ『Nakee（三面娜迦）』
  -  トルコ『Mother』
  -  ベトナム『ある日の午後』

#### 2018年
- 作品賞
  - グランプリ（連続ドラマ）: テレビ朝日『おっさんずラブ』
  - 優秀賞（連続ドラマ）:
    - NHK『ひよっこ』
    - 日本テレビ『過保護のカホコ』
    - TBS『アンナチュラル』
    - フジテレビ『コンフィデンスマンJP』
    - WOWOW『石つぶて〜外務省機密費を暴いた捜査二課の男たち〜』

  - グランプリ（単発ドラマ）: NHK『眩〜北斎の娘〜』
  - 優秀賞（単発ドラマ）:
    - TBS『あにいもうと』
    - テレビ東京『琥珀』
    - フジテレビ『黒井戸殺し』

  - 優秀賞（衛星・配信ドラマ）:
    - スカパー!『小さな橋で』
    - Hulu『ミス・シャーロック/Miss Sherlock』

  - ローカルドラマ賞
    - NHK福岡放送局『You May Dream』
    - 中京テレビ『マザーズ2017〜野宿の妊婦〜』
- 個人賞
  - 主演男優賞：田中圭（テレビ朝日『おっさんずラブ』）
  - 主演女優賞：石原さとみ（TBS『アンナチュラル』）
  - 助演男優賞：吉田鋼太郎（テレビ朝日『おっさんずラブ』）
  - 助演女優賞：阿川佐和子（TBS『陸王』）
  - 脚本賞：野木亜紀子（TBS『アンナチュラル』）
  - 演出賞：塚原あゆ子（TBS『アンナチュラル』）
  - 主題歌賞：米津玄師「Lemon」（TBS『アンナチュラル』）
- 特別賞 
  - TBS『アンナチュラル』制作チーム
- 海外ドラマ特別賞
  -  台湾『お花畑から来た少年』
  -  トルコ『KADIN(WOMAN)』
  -  ベトナム『閉じた心』

#### 2019年
- 作品賞
  - グランプリ（連続ドラマ）: 日本テレビ『3年A組-今から皆さんは、人質です-』
  - 優秀賞（連続ドラマ）:
    - NHK『透明なゆりかご』
    - テレビ朝日『dele』
    - TBS『大恋愛〜僕を忘れる君と』
    - テレビ東京『きのう何食べた?』

  - グランプリ（単発ドラマ）: テレビ東京『Aではない君と』
  - 優秀賞（単発ドラマ）:
    - NHK『NHKスペシャル 詐欺の子』
    - NHK『満願』
    - フジテレビ『レ・ミゼラブル 終わりなき旅路』

  - ローカルドラマ賞
    - NHK長崎放送局『かんざらしに恋して』[5]
    - 関西テレビ『なめとんか やしきたかじん誕生物語』
- 個人賞
  - 主演男優賞：菅田将暉（日本テレビ『3年A組 今から皆さんは、人質です』）
  - 主演女優賞：清原果耶（NHK『透明なゆりかご』）
  - 助演男優賞：横浜流星（TBS『初めて恋をした日に読む話』）
  - 助演女優賞：黒木華（日本テレビ『獣になれない私たち』）
  - 脚本賞：安達奈緒子（NHK『透明なゆりかご』/テレビ東京『きのう何食べた?』）
  - 演出賞：福田雄一（日本テレビ『今日から俺は!!』）
  - 主題歌賞：milet「inside you」（フジテレビ『スキャンダル専門弁護士 QUEEN』）
- 海外ドラマ特別賞
  -  中華人民共和国『我的真朋友〜My True Friend〜』
  -  韓国『熱血司祭』
  -  タイ『愛の運命』(後に『運命のふたり』で日本公開)

#### 2020年
- 作品賞
  - グランプリ（連続ドラマ）：NHK『いだてん〜東京オリムピック噺〜』
  - 優秀賞（連続ドラマ）：
    - NHK『これは経費で落ちません!』
    - 日本テレビ『あなたの番です』
    - 日本テレビ『俺の話は長い』
    - TBS『凪のお暇』
    - TBS『恋はつづくよどこまでも』
    - テレビ東京『病院の治しかた〜ドクター有原の挑戦〜』

  - グランプリ（単発ドラマ）：フジテレビ『教場』
  - 優秀賞（単発ドラマ）：
    - NHK『ストレンジャー〜上海の芥川龍之介〜』
    - テレビ朝日『スイッチ』
    - テレビ東京『アメリカに負けなかった男〜バカヤロー総理 吉田茂〜』
    - WOWOW『2020年 五月の恋』

  - ローカルドラマ賞
    - NHK福岡放送局『となりのマサラ』
    - テレビ宮崎『ひまわりっ～宮崎レジェンド～』
- 個人賞
  - 主演男優賞：生田斗真（日本テレビ『俺の話は長い』）
  - 主演女優賞：黒木華（TBS『凪のお暇』）
  - 助演男優賞：佐藤健（TBS『恋はつづくよどこまでも』）
  - 助演女優賞：伊藤沙莉（NHK『これは経費で落ちません!』）
  - 脚本賞：金子茂樹（日本テレビ『俺の話は長い』）
  - 演出賞：塚原あゆ子（TBS『グランメゾン東京』）
  - 主題歌賞：Official髭男dism「I LOVE...」（TBS『恋はつづくよどこまでも』）
- 海外ドラマ特別賞
  -  中華人民共和国『孤城閉〜仁宗、その愛と大義〜』
  -  韓国『愛の不時着』
  -  タイ『カルマの檻』

#### 2021年
- 国内作品
  - 連続ドラマ部門
    - グランプリ：TBS『俺の家の話』
    - 優秀賞：
      - 日本テレビ『コントが始まる』
      - TBS『MIU404』
      - TBS『半沢直樹』
      - TBS『天国と地獄〜サイコな2人〜』
      - 関西テレビ『大豆田とわ子と三人の元夫』
      - WOWOW『華麗なる一族』

  - 単発ドラマ部門
    - グランプリ：NHK『太陽の子』
    - 優秀賞：
      - NHK『流行感冒』
      - テレビ朝日『エアガール』
      - テレビ東京『人生最高の贈りもの』
      - フジテレビ『教場II』

  - ローカル・ドラマ賞
    - NHK仙台放送局『ペペロンチーノ』
    - ABCテレビ『ミヤコが京都にやって来た!』

  - 奨励賞
    - NHK『ミニドラマ「悲熊」』

  - 個人賞
    - 主演男優賞：窪田正孝（NHK『エール』）
    - 主演女優賞：綾瀬はるか（TBS『天国と地獄〜サイコな2人〜』）
    - 助演男優賞：西田敏行（TBS『俺の家の話』）
    - 助演女優賞：江口のりこ（TBS『俺の家の話』）
    - 脚本賞：坂元裕二（関西テレビ『大豆田とわ子と三人の元夫』）
    - 演出賞：西村武五郎（NHK『きれいのくに』）

  - 特別賞：橋田壽賀子
  - 主題歌賞：STUTS & 松たか子 with 3exes「Presence」（関西テレビ『大豆田とわ子と三人の元夫』）
- 海外招待作品
  - 海外作品特別賞
    -  韓国『ヴィンチェンツォ』
    -  台湾『俗女養成記2』
    -  タイ『2gether』

#### 2022年
- 国内作品
  - 連続ドラマ部門
    - グランプリ：TBS『最愛』
    - 優秀賞
      - NHK『カムカムエヴリバディ』
      - 日本テレビ『恋です!〜ヤンキー君と白杖ガール〜』
      - テレビ朝日『緊急取調室 第4シーズン』
      - テレビ東京『シェフは名探偵』
      - フジテレビ『ミステリと言う勿れ』
      - 東海テレビ『おいハンサム!!』

  - 単発ドラマ部門
    - グランプリ：NHK『オリバーな犬、 (Gosh!!) このヤロウ』
    - 優秀賞
      - NHK『ふたりのウルトラマン』
      - NHK『マイスモールランド』
      - テレビ朝日『津田梅子〜お札になった留学生〜』
      - テレビ東京『孤独のグルメ2021大晦日スペシャル～激走！絶景絶品・年忘れロードムービー～』

  - ローカルドラマ賞
    - NHK鹿児島放送局『この花咲くや』
    - 東海テレビ『我が家の夏〜リバー・サイド・ファミリー〜』

  - 個人賞
    - 主演男優賞：菅田将暉（フジテレビ『ミステリと言う勿れ』）
    - 主演女優賞：吉高由里子（TBS『最愛』）
    - 助演男優賞：オダギリジョー（NHK『カムカムエヴリバディ』）
    - 助演女優賞：松本若菜（フジテレビ『やんごとなき一族』）
    - 脚本賞：藤本有紀（NHK『カムカムエヴリバディ』）
    - 演出賞：塚原あゆ子（TBS『最愛』）

  - 主題歌賞：AI「アルデバラン」（NHK『カムカムエヴリバディ』）
- 海外招待作品
  - 海外作品特別賞
    -  インドネシア『糸が切れてしまった凧』
    -  台湾『縁起良き時』
    -  タイ『1000の星の物語』

#### 2023年
- 作品賞
  - 連続ドラマ部門
    - グランプリ：日本テレビ『ブラッシュアップライフ』
    - 優秀賞
      - NHK『鎌倉殿の13人』
      - フジテレビ『silent』
      - テレビ朝日『星降る夜に』
      - 関西テレビ『エルピス-希望、あるいは災い-』
      - WOWOW『フェンス』

  - 単発ドラマ部門
    - グランプリ：TBS『TOKYO MER〜隅田川ミッション〜』
    - 優秀賞
      - NHK『未解決事件 File.09 松本清張と小説帝銀事件』
      - NHK『生理のおじさんとその娘』
      - フジテレビ『監察医 朝顔2022スペシャル』
      - テレビ東京『神の手』

  - ローカルドラマ賞
    - 北海道テレビ『弁当屋さんのおもてなし』
- 個人賞
  - 主演男優賞：小栗旬（NHK『鎌倉殿の13人』）
  - 主演女優賞：川口春奈（フジテレビ『silent』）
  - 助演男優賞：目黒蓮（フジテレビ『silent』）
  - 助演女優賞：夏帆（フジテレビ『silent』）
  - 脚本賞：バカリズム（日本テレビ『ブラッシュアップライフ』）
  - 演出賞：風間太樹（フジテレビ『silent』）
- 主題歌賞：Official髭男dism「Subtitle」（フジテレビ『silent』）

#### 2024年
- 作品賞
  - 連続ドラマ部門
    - グランプリ：TBS『VIVANT』
    - 優秀賞
      - NHK『舟を編む 〜私、辞書つくります〜』
      - NHK『燕は戻ってこない』
      - TBS『不適切にもほどがある!』
      - 関西テレビ『アンメット ある脳外科医の日記』

  - 単発ドラマ部門
    - グランプリ：NHK『デフ・ヴォイス 法廷の手話通訳士』
    - 優秀賞
      - NHK『未解決事件 File.10 下山事件』
      - 日本テレビ『侵入者たちの晩餐』
      - テレビ朝日『ブラック・ジャック』
      - テレビ東京『生きとし生けるもの』
      - フジテレビ『PICU 小児集中治療室 スペシャル 2024』

  - ローカルドラマ賞
    - 朝日放送テレビ『京都のお引越し』
    - 琉球放送『琉球歴史ドラマ 阿麻和利 THE LAST HERO』
- 個人賞
  - 主演男優賞：草彅剛（NHK『デフ・ヴォイス 法廷の手話通訳士』）
  - 主演女優賞：石橋静河（NHK『燕は戻ってこない』）
  - 助演男優賞：若葉竜也（関西テレビ『アンメット ある脳外科医の日記』）
  - 助演女優賞：内田有紀（NHK『燕は戻ってこない』）
  - 脚本賞：宮藤官九郎（TBS『不適切にもほどがある!』）
  - 演出賞：金子文紀（TBS『不適切にもほどがある!』）
- 特別賞：山田太一
- 主題歌賞：Creepy Nuts「二度寝」（TBS『不適切にもほどがある!』）